# Ilallalí Hernández
Ilallalí Hernández Rodríguez (Pachuca, Hidalgo, 1981) es una narradora y editora independiente que se ocupa de la gestión de proyectos culturales en la revista binacional Literal Latin American Voices; es maestra en Subjetividad y Violencia y es participante del laboratorio de escritura para la práctica.
De acuerdo con el Consejo Estatal para la Cultura y las Artes de Hidalgo, Ilallalí se destaca entre los autores hidalguenses de su generación por su manera de asumir los retos de la escritura en nuestro tiempo.

## Trayectoria
Estudió en la escuela dinámica de escritores. Fue becaria del Fondo de Estímulos a la Creación Artística Hidalgo  en 2007-2008, ganadora del certamen de literatura del Instituto Estatal de la Juventud de Hidalgo  en 2001 y del Concurso de Cuento Ricardo Garibay 2006. En 2009, fue becaria de la Fundación para las Letras Mexicanas y realizó una residencia artística México-Colombia con apoyo del Fondo Nacional para la Cultura y las Artes (FONCA) 2008.

Otro de sus intereses se concentra en la edición, pues, en una entrevista que se le realizó, ella destaca que ser editora es una labor titánica que también tiene que ser parte del cuestionamiento de los editores. Ilallalí menciona que 
ser escritor es un oficio (porque) no vas a una escuela y te enseñan. La escuela de escritores de Mario Bellatín a mí me dio mucho pero como lectora, como posibilidad de reflexionar y como posibilidad de acercarme a grandes amigos, a grandes creadores, a grandes figuras de todas las disciplinas, pero no te enseñan a ser escritor, nadie te enseña a ser escritor como nadie te enseña a editar. 

## Obras
Ha escrito algunos libros de los cuales ha recibido premios, por ejemplo, fue ganadora del primer concurso de Cuento "Ricardo Garibay" por el libro El recorrido por la mansión del conde que es destacado por la figura particular del conde, ya que la autora entrega una propuesta literaria que combina la eficacia narrativa del humor, la ironía y emotividad. Algunas de sus libros han sido colaboración con el autor Juan Carlos Hidalgo.
Asimismo, ha colaborado en varias revistas de carácter nacional e internacional.
Libros
- La vida sexual de J.P. Harley. Coautora con Juan Carlos Hidalgo)
- Cuentos de seis líneas con dictamen: (textos basados en el I-Ching)
- El recorrido por la mansión del conde (2008)

Colaboraciones en revistas
- Revista Literal Latin American Voices